# GNAS
GNAS (англ. GNAS complex locus) – білок, який кодується однойменним геном, розташованим у людей на короткому плечі 20-ї хромосоми. Довжина поліпептидного ланцюга білка становить 245 амінокислот, а молекулярна маса — 28 029.
| 10         |  | 20         |  | 30         |  | 40         |  | 50         |
| ---------- |  | ---------- |  | ---------- |  | ---------- |  | ---------- |
| MDRRSRAQQW |  | RRARHNYNDL |  | CPPIGRRAAT |  | ALLWLSCSIA |  | LLRALATSNA |
| RAQQRAAAQQ |  | RRSFLNAHHR |  | SGAQVFPESP |  | ESESDHEHEE |  | ADLELSLPEC |
| LEYEEEFDYE |  | TESETESEIE |  | SETDFETEPE |  | TAPTTEPETE |  | PEDDRGPVVP |
| KHSTFGQSLT |  | QRLHALKLRS |  | PDASPSRAPP |  | STQEPQSPRE |  | GEELKPEDKD |
| PRDPEESKEP |  | KEEKQRRRCK |  | PKKPTRRDAS |  | PESPSKKGPI |  | PIRRH      |

A: Аланін

C: Цистеїн

D: Аспарагінова кислота

E: Глутамінова кислота

F: Фенілаланін

G: Гліцин

H: Гістидин

I: Ізолейцин

K: Лізин

L: Лейцин

M: Метіонін

N: Аспарагін

P: Пролін

Q: Глутамін

R: Аргінін

S: Серин

T: Треонін

V: Валін

W: Триптофан

Задіяний у такому біологічному процесі, як альтернативний сплайсинг. 
Локалізований у цитоплазматичних везикулах.
Також секретований назовні.